# Fusil-mitrailleur de 7,5 mm modèle 1924/1929 D

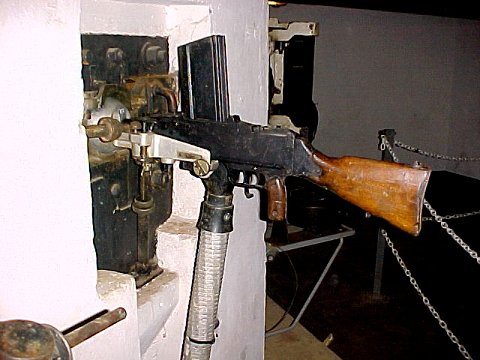
Un FM sous casemate avec trémie RB.

Le fusil-mitrailleur de 7,5 mm modèle 1924/1929 D est l'arme d'infanterie la plus utilisée de la Ligne Maginot.
Il s'agit d'une simple adaptation du fusil-mitrailleur de 7,5 mm modèle 1924 ou 1924 M29 MAC 24/29 standard aux créneaux des portes intérieures, des blocs et des cloches de la ligne Maginot. Il n’en diffère donc que sur quelques points :
- tir de la cartouche Mle1929 C à balle lourde modèle 1933 D, d’où le nom de FM 24-29 (D), mais il pouvait cependant tirer les autres cartouches[1] ;
- nouveau canon (D) et hausse de tir adaptés à la cartouche Mle 1933 D ;
- rallonge du levier d’armement (uniquement pour les jumelages de casemates) ;
- suppression de l’anneau de la crosse, du bipied et du garde-main, lorsque le support l'exigeait.

## Emplacements
Le FM 24-29(D) a été utilisé dans :
- les créneaux extérieurs des blocs ;
- les cloches GFM, type A et B, le créneau type B, avec rotule, étant plus résistant aux coups directs que celui du type A [3];
- les casemates Pamart d’intervalle ;
- en jumelage dans certaines casemates d’intervalle  ;
- les créneaux des portes blindées, extérieures ou intérieures ;
- les créneaux de défense intérieure des accès aux galeries ;

Les FM de cloche étaient mis en place à demeure dans leurs emplacements tandis que ceux en casemate ou de défense intérieure n’étaient, en général, installés qu’en cas de besoin.

## Affûts
Le FM 24-29(D) était monté sur divers types d’affûts :
- affût pour cloches, A et B, celui du  type B, avec rotule, étant plus résistant aux coups directs que le bloc parallélépipédique  du type A  ;
- affût pour créneau de casemate (type SB= sous béton), non étanche, limité à un simple étrier dans lequel se place le garde-main de l’arme ;
- affût pour créneau de porte  (type SP= sur porte) encore plus sommaire ;
- affût de type RB (Rotule-Béton) pour créneau extérieur, limité à une rotule qui assure l’étanchéité dans laquelle s’engage le canon et à un support de garde-main reposant sur une béquille ;
- affût de type FMB, dit « trémie FMB modèle 1940 », assez similaire à celui des cloches B, composé d’une trémie en acier moulé dans laquelle s’engage une pièce d’embrasure avec rotule supportant le FM ; elle était à l’épreuve des coups du canon de 47AC[4].

Un collecteur d’étuis était placé sur la fenêtre d’éjection, à droite de l’arme, et raccordé à un tuyau souple qui évacuait les étuis dans un bac étanche ou directement à l’extérieur par un orifice creusé dans le mur de la casemate. Les FM de défense intérieure  ne disposaient pas de tuyau d’évacuation, les étuis tombant directement dans un sac souple raccordé au collecteur.

## Mise en œuvre
Les défenses de la ligne Maginot employèrent le chiffre considérable de 2 512 fusils-mitrailleurs FM 24-29 (D) auxquels il faudrait ajouter aussi ceux des troupes d’intervalle dans des positions sommaires. Le lieutenant-colonel Philippe Truttmann estime qu’il eût été plus judicieux de les remplacer par des pistolets-mitrailleurs, de calibre 9 mm ou 11,43 mm, pour la défense interne des ouvrages et réserver les FM aux créneaux extérieurs couvrant un champ d’action d’une certaine profondeur.

## Caractéristiques
- calibre : 7,5 mm
- portée : 600 m
- cadence de tir : 500 coups par minute
- chargeur : 20 cartouches
- Longueur totale : 1,08 m
- Longueur du canon : 0,5 m
- Masse de l'arme vide : 9,1 kg

### Liens, Pages internet
- « Wikimaginot, le glossaire de la fortification Maginot - Le FM 24/29 », sur wikimaginot.eu.